# Mafrak
Mafrak (arabsky المفرق al-Mafraq) je město v Jordánsku v guvernorátu Mafrak, jehož je i hlavním městem. Název v arabštině znamená „křižovatka“. Nachází se 80 km severně od hlavního města Ammánu a kříží se tu cesty do Iráku a do Sýrie. Současné město se nachází 17 km severovýchodně od nabatejského a byzantského města Umm al-Džimal, které bylo zbudovánu v 1. století n. l. Co se přírodních podmínek týče, nachází se na rozhraní mezi úrodnou Húránskou plošinou a Syrskou pouští.

## Doprava

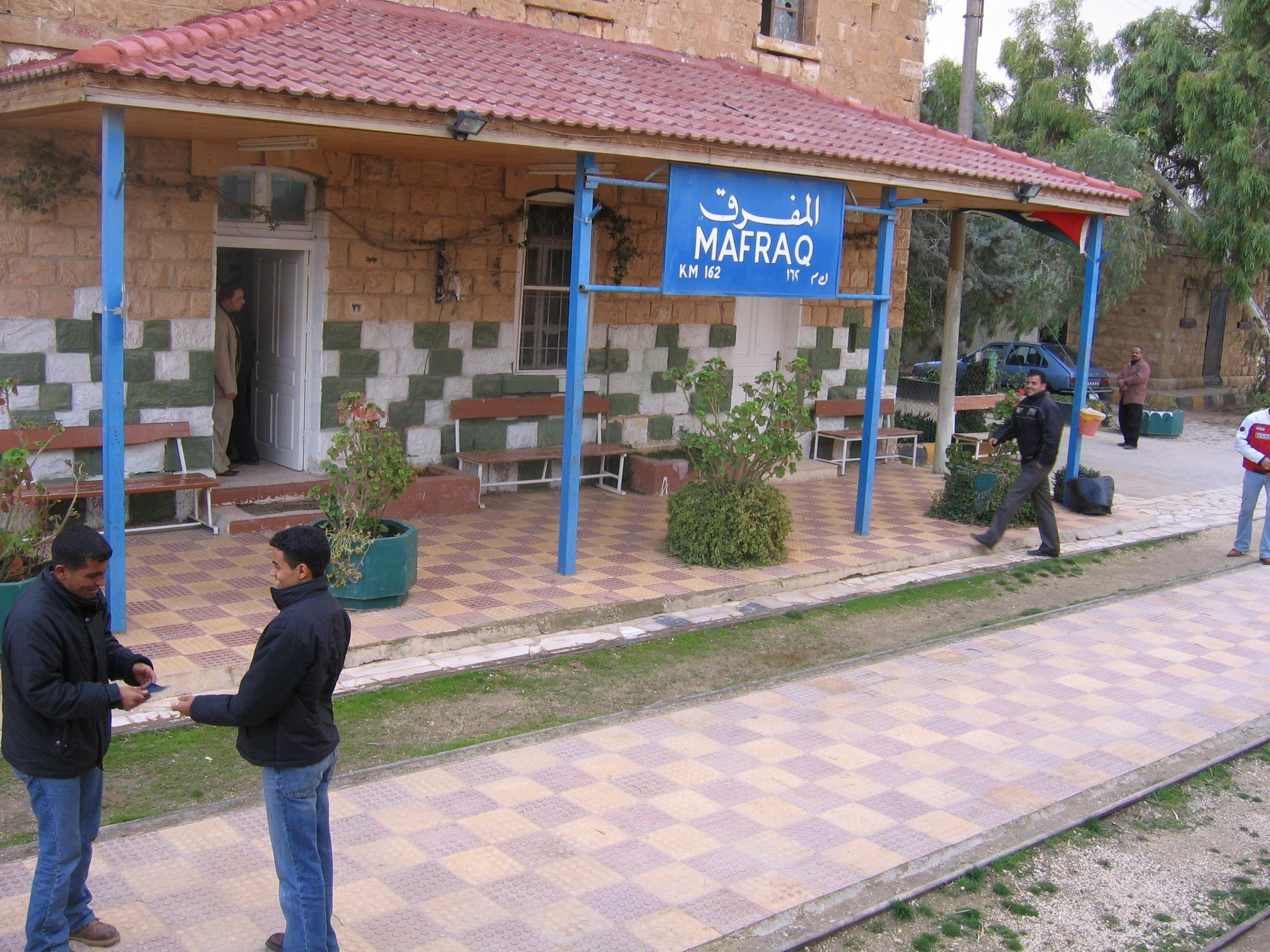
Místní nádraží

Městem prochází mezinárodní dálnice z Damašku do Rijádu. Do města vede úzkokolejná železniční trať s rozchodem 1 050 mm.

## Vzdělání
Ve městě je jediná univerzita, Al al-Bajt University. Byla založena v roce 1992 a nachází se na jihovýchodním předměstí.